# Rotolamento di uova

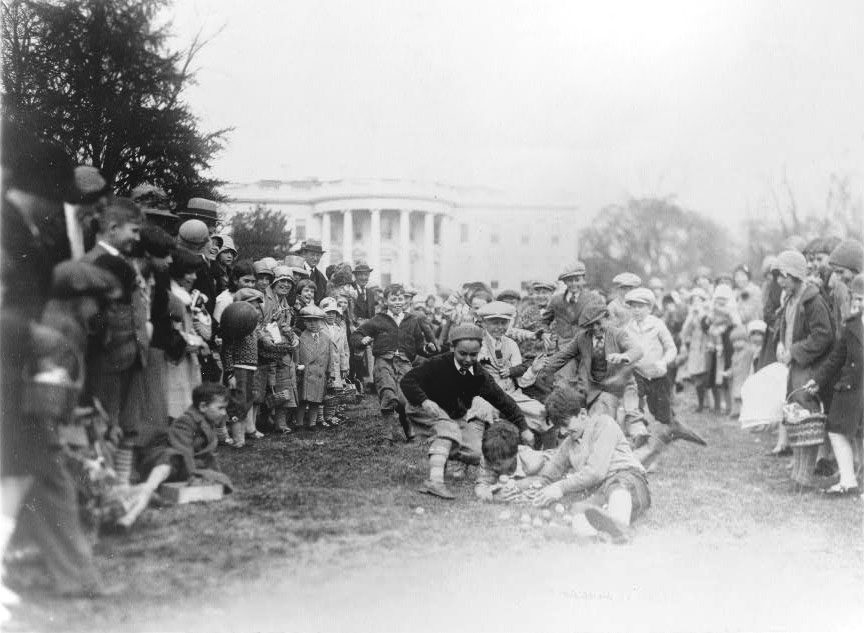
Il gioco del rotolare le uova davanti alla Casa Bianca nel 1929

Il rotolamento di uova o egg rolling è un gioco della cultura anglosassone che si svolge nel giorno di Pasqua. Particolarmente importante e famoso è quello che si svolge nel parco della Casa Bianca. Il gioco consiste nel far rotolare le uova, normalmente su un tappeto d'erba o su una collina, e vince chi riesce a far rotolare un uovo più a lungo senza romperlo. Le uova simboleggiano le rocce che rotolarono via dall'entrata della tomba di Cristo poco prima della resurrezione.

## Storia
I Sassoni pre-cristiani veneravano la dea della primavera Eostre, la cui festa si teneva durante l'equinozio di primavera. Il suo animale era la lepre e la rinascita della natura durante la primavera era simboleggiata dalle uova. Papa Gregorio I ordinò ai suoi missionari di usare i siti e le festività delle vecchie religioni e di assorbirli nei rituali cristiani, ove possibile. La celebrazione cristiana della Resurrezione di Gesù era adatta per essere fusa con la festa pagana di Eostre e molte delle tradizioni furono introdotte nella festività cristiana. In Inghilterra, Germania e altri paesi c'era la tradizione che i bambini facessero rotolare delle uova lungo le pendici di colline il giorno di Pasqua e si è pensato che questo sarebbe potuto diventare il simbolo delle rocce che rotolarono via dall'entrata della tomba di Cristo poco prima della resurrezione. Questa tradizione, come quella del Coniglio pasquale, furono introdotte nel Nuovo Mondo dai coloni europei.

## Diffusione

### Regno Unito
Nel Regno Unito la tradizione del far rotolare uova decorate giù per le colline è vecchia di centinaia di anni ed era nota come pace-egging, dall'antico inglese Pasch che significa Pasqua. Nel Lincashire annualmente quest'usanza ha sede in Avenham Park a Preston e Holcome Hill, vicino Ramsbottom. C'è una vecchia leggenda del Lancashire che dice che i gusci d'uovo rotti successivamente devono essere attentamente schiacciati o saranno rubati e utilizzati come barche dalle streghe.
Altri posti in cui si gioca per tradizione sono il fossato del castello di Penrith, la Bunkers Hill a Derby e l'Arthur's Seat ad Edimburgo.
Un tempo le uova erano avvolte nella buccia di cipolla e lessate in modo da dar loro un aspetto dorato ed i bambini gareggiavano per vedere chi faceva rotolare l'uovo più lontano.
Al museo Wordsworth nel Grasmere c'è una raccolta di uova altamente decorate fatte per i bambini del poeta.

### Stati Uniti d'America

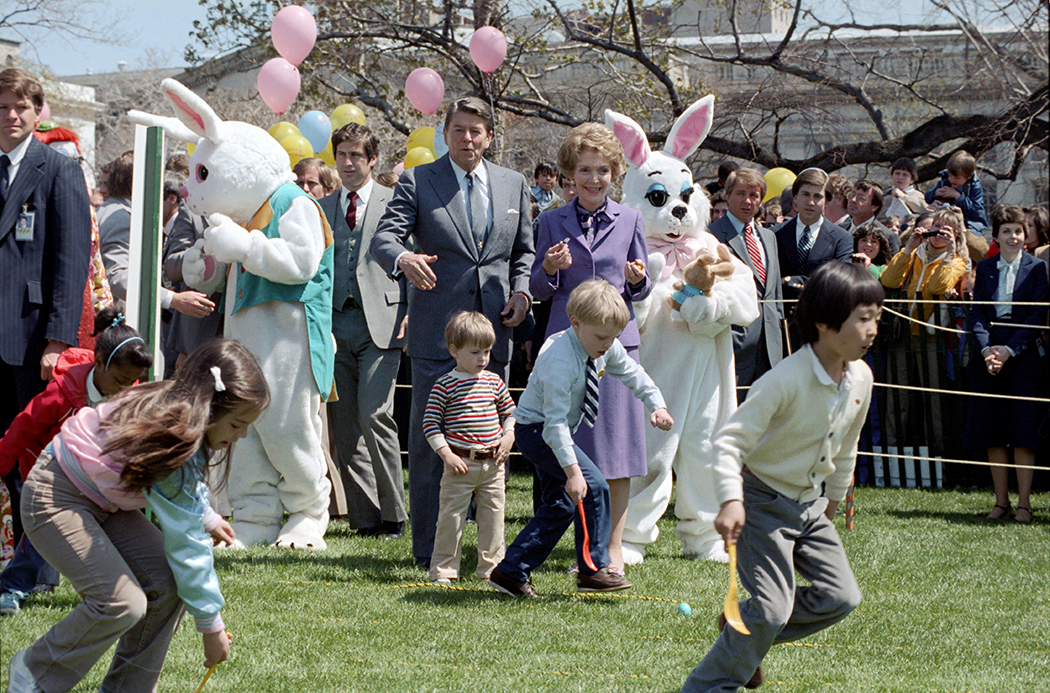
La famiglia Reagan nel 1982 durante la White House Easter Egg Roll

Negli Stati Uniti, la Easter Egg Roll è un evento annuale che si tiene nei giardini della Casa Bianca ogni Lunedì dell'Angelo per i bambini ed i loro genitori.
Il gioco in sé è una corsa dove i bambini spingono un uovo sull'erba con un lungo cucchiaio. Gli eventi comprendono l'apparizione di una personalità della Casa Bianca nei panni del Coniglio pasquale e lettura di libri da parte dei Segretari di Stato.
Secondo una tradizione non documentata, Dolley Madison, moglie del Presidente James Madison, cominciò l'evento nel 1814 e centinaia di bambini portarono le loro uova decorate per partecipare alla competizione. In origine si teneva nel giardino del Campidoglio ma nel 1877 fu piantato un nuovo prato e i giardinieri cancellarono l'evento.
Il Congresso quindi emise una legge che rendeva illegale trasformare i prati in parchi giochi per bambini. La pratica fu abbandonata durante la presidenza di Franklin D. Roosevelt e fu ripristinata durante quella di Dwight D. Eisenhower.